# Jesus on Extasy
Jesus on Extasy é uma banda de rock eletrônico da Alemanha.

## História
O Jesus on Extasy foi formado em 2005 pelos primos Dorian Deveraux e Chai Deveraux. O nome fora inspirado em na canção "Suck" da banda norte-americana Pigface, cuja letra diz "I'm Jesus Christ on Ecstacy" (eu sou Jesus Cristo em êxtase). Após seu primeiro grande show em um dos principais festivais da Europa, o Bochum-Total Festival, a banda assinou contrato com a Drakkar Enternainment. Em 2006, o grupo participou de dois shows durante a turnê da banda austríaca L'Âme Immortelle.
Em 2007, Ophelia Dax, Alicia Vayne e BJ foram integrados ao grupo. Em março do mesmo ano, foi lançado o primeiro álbum de estúdio: "Holy Beauty", que contém um remix da canção Assassinate Me, composta por Sascha Konietzko, do grupo KMFDM. Em maio de 2008, o segundo álbum, "Beloved Enemy", foi lançado. Neste ano, houve as participações nos festivais Wave Gothic Treffen, em maio, e Summer Breeze Open Air, em agosto. Ainda em 2008, a guitarrista Alicia Vayne deixa o grupo.
Em 2009, o então baterista BJ sofre uma lesão no ombro, cendendo lugar a Dino e passando ao posto de baixista da banda.
Final de 2010 Dorian Deveraux desfez de Jesus on Extasy e fundaram uma nova banda chamada FTANNG! que desde então lançou a música sob uma licença Creative Commons.